# Die unabsichtliche Entführung der Frau Elfriede Ott
Pour plus de détails, voir Fiche technique et Distribution.
Die unabsichtliche Entführung der Frau Elfriede Ott (en français, l'Enlèvement non intentionnel de Mme Elfriede Ott) est un film autrichien d'Andreas Prochaska, sorti en 2010.

## Synopsis
Horst est un "éternel étudiant" de Graz, qui a grandi avec sa grand-mère après la mort de ses parents. Après que sa grand-mère soit tombée malade, il fait de nombreuses tâches pour elle, y compris ses transactions bancaires. Lorsqu'elle décède, il touche illégalement sa pension, finançant ainsi un voyage de quatre mois en Thaïlande et généralement une vie libre dans son appartement où s'installe bientôt son ami Toni. Toni tenait auparavant un café dansant à la campagne et gagne de l'argent en louant une limousine blanche dont il est le propriétaire. Mais jusqu'à présent, il utilise le véhicule dans un usage purement privé comme lors d'un rendez-vous avec Karin, la copine de Horst.
Deux ans après la mort de la grand-mère de Horst, un politicien local souhaite lui fêter son anniversaire. Pour cacher la vérité, le prétexte est qu'elle est partie en vacances. Horst et Toni doivent vite trouver une vieille dame pour la remplacer et que le politicien s'en aille. La solution la plus simple est d'"emprunter" une vieille dame à l'hôpital et de la ramener le plus vite possible. Malheureusement Toni, qui n'a aucune culture, enlève la célèbre comédienne Elfriede Ott, admise à l'hôpital après s'être blessée sur la scène et qui se déplace en fauteuil roulant.
Elle était auparavant avec Veronica, une infirmière nymphomane, qui l'a mise sous sédation pour obtenir le mot de passe vers son livret d'épargne. Gerry, son petit ami jaloux, est celui qui a vendu sa limousine à Toni et qui attend toujours après son argent. Seulement il avait volé la voiture à des mafieux hongrois qui le menacent fortement. Le commissaire Kramer, qui est appelé à l'hôpital pour l'enlèvement, est par hasard un ancien camarade de classe de Toni.
En raison du déploiement policier, le "retour" de Mme Ott s'avère beaucoup plus compliqué que les deux hommes avaient espéré. Comme ils ne savent plus comment faire, ils décident d'un scénario classique, celui de demander une rançon. Mais le neveu de Mme Ott, Reinhard Meinhard-Ott, refuse de payer car il n'est pas mécontent de la disparition de sa tante. Lors d'un rendez-vous pour négocier, il n'hésite pas à tirer sur elle.
Finalement, l'appartement de Toni est pris d'assaut par les policiers dans une mise en scène grotesque et en chansons, digne d'une opérette. Lorsque Karin se met avec Toni, Horst veut tirer avec l'arme de Reinhard, mais n'y parvient pas. Reinhard Meinhard-Ott va en prison, Toni s'en va avec Karin qui est tombée enceinte et Mme Ott prend soin de Horst après avoir payé toutes ses amendes pour lui.

## Fiche technique
- Titre : Die unabsichtliche Entführung der Frau Elfriede Ott
- Réalisation : Andreas Prochaska assisté d'Andrea Inreiter
- Scénario : Uwe Lubrich, Alfred Schwarzenberger, Michael Ostrowski
- Musique : Heinz Ditsch, Kollegium Kalksburg (groupe) (de)
- Direction artistique : Maria Gruber
- Costumes : Christine Ludwig
- Photographie : Heinz Wehsling
- Son : Roland Dutzler
- Montage : Karin Hartusch, Daniel Prochaska
- Production : Danny Krausz, Kurt Stocker
- Sociétés de production : Dor Film
- Société de distribution : Luna Filmverleih GmbH
- Pays d'origine :  Autriche
- Langue : allemand (autrichien)
- Format : Couleurs - 2,35:1 - 35 mm
- Genre : Comédie
- Durée : 153 minutes
- Dates de sortie : Autriche : 1er octobre 2010.

## Distribution
- Michael Ostrowski: Toni Cantussi
- Andreas Kiendl: Horst Wippel
- Elfriede Ott (de): Elfriede Ott
- Angelika Niedetzky (de): Veronika Polster
- Gerhard Liebmann: Gerry Dirschl

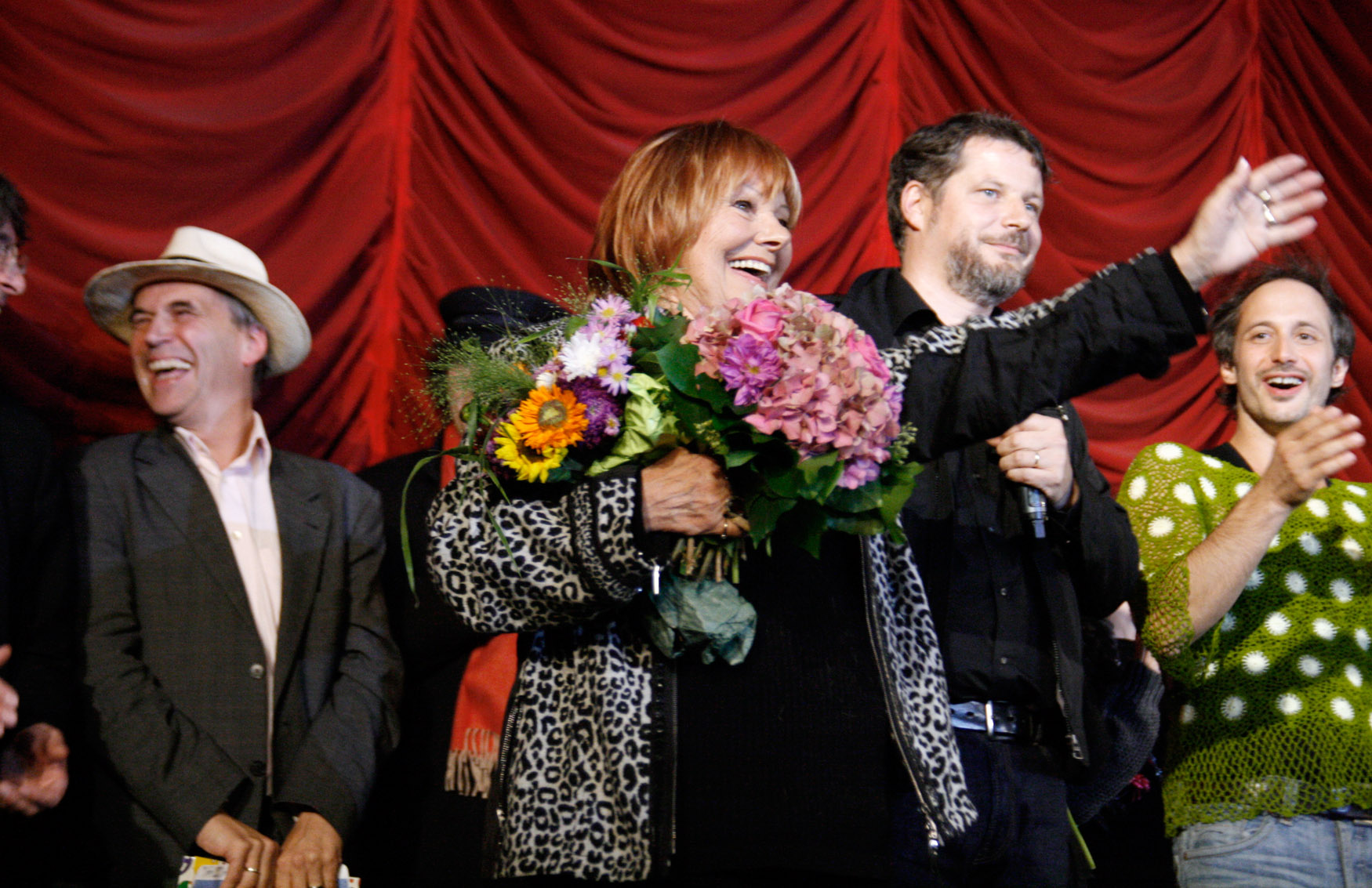
Elfriede Ott

- Thomas Mraz: Reinhard Meinhard-Ott
- Monica Reyes (de): Karin Leitner
- Simon Hatzl (de): Karl Kramer
- Nick Monu (en): l'Africain / Malou

## Histoire
Le film se veut comme "l'antithèse" de la comédie autrichienne de cabaret. C'est la première comédie du réalisateur Andreas Prochaska qui vient d'obtenir la célébrité avec le film d'horreur Trois jours à vivre et sa suite, des productions à l'américaine. Il souhaite donc revenir à un cinéma plus authentique.
Elfriede Ott, célèbre comédienne de cabaret et de télévision, accepte tout de suite de jouer son propre rôle lorsque Michael Ostrowski lui présente un scénario reprenant les codes classiques de la comédie avec de nombreuses nouveautés.
Le film est tourné à Vienne et en grande partie à Graz du 20 octobre au 27 novembre 2009.
Une avant-première a lieu à Graz le 24 septembre 2010.

## Récompenses
- Prix du film autrichien 2011 (de) :
  - Meilleur film
  - Meilleur scénario pour Uwe Lubrich, Alfred Schwarzenberger, Michael Ostrowski
  - Meilleure musique pour Kollegium Kalksburg (groupe) (de)